# Banka (Piešťany)
Banka es un municipio del distrito de Piešťany en la región de Trnava, Eslovaquia, con una población estimada a final del año 2024 de 2149 habitantes.
Se encuentra ubicado en el centro-este de la región, cerca del río Váh (cuenca hidrográfica del Danubio) y de la región de Nitra.

## Demografía
| Año        | 1994 | 2004 | 2014    | 2024    |
| ---------- | ---- | ---- | ------- | ------- |
| Población  | 0    | 2173 | 2123    | 2149    |
| Diferencia |      | –    | −2,30 % | +1,22 % |

| Año        | 2023 | 2024    |
| ---------- | ---- | ------- |
| Población  | 2159 | 2149    |
| Diferencia |      | −0,46 % |